# Ohio
L'Ohio, ufficialmente lo Stato dell'Ohio, (AFI: in italiano /oˈajo/; in inglese [oʊˈhaɪoʊ]; sigla = OH) è uno Stato federato degli Stati Uniti d'America. Fu il primo e più orientale tra gli Stati del Midwest ammessi nell'Unione in base alla Northwest Ordinance. Deve il suo nome al fiume omonimo, che limita il confine meridionale dello Stato. La sua capitale è Columbus, sede di aziende commerciali e industriali. L'economia dello Stato si basa su importanti insediamenti agricoli e industriali. La più grande area metropolitana è quella di Cleveland; si ricordano anche Akron, considerata la capitale mondiale della gomma, e Cincinnati.

## Geografia fisica
La regione è pianeggiante o lievemente ondulata, più elevata a est dove sorge l'altopiano appalachiano. Il clima è continentale, mitigato a nord dalla benefica influenza del lago Erie; la piovosità raggiunge 1 000 mm all'anno. L'agricoltura, estensiva e meccanizzata, dà soprattutto mais, avena e grano invernengo, e poi patate, barbabietola da zucchero, foraggere, tabacco, soia, frutta e vite. Rilevante è il patrimonio zootecnico e attiva la pesca sul lago Erie e nei fiumi. Notevoli sono le risorse del sottosuolo. L'Ohio è uno dei primi Stati industriali del paese, con grandi impianti siderurgici, meccanici, chimici, della gomma e alimentari, ma praticamente tutti i settori sono rappresentati.

## Origini del nome
Ohio deriva da una parola irochese che significa "grande fiume".

## Storia
La valle del fiume era già frequentata da mercanti inglesi dalla fine del XVII secolo fino al 1749, quando Blainville la inserì nell'orbita politica francese. Conteso tra francesi e inglesi, dopo alterne lotte i secondi acquisirono il possesso dell'attuale Ohio nel 1763. Fu teatro di cruente rivolte indiane (guerra di Pontiac, 1772). Dal 1774 fu aggregato al territorio del Canada. Dopo la guerra d'indipendenza americana fu conteso dagli Stati limitrofi, finché nel 1787 fu costituito come territorio autonomo, detto "Old North-West Territory", con l'eccezione di una striscia conosciuta come "Western Reserve" di circa 120 miglia sul lago Erie con Cleveland, che rimase fino al 1800 del Connecticut. Con la vittoria nella guerra indiana del Nord-Ovest, nel 1795, tramite il trattato di Greenville, i nativi riconobbero la sovranità statunitense sul territorio.

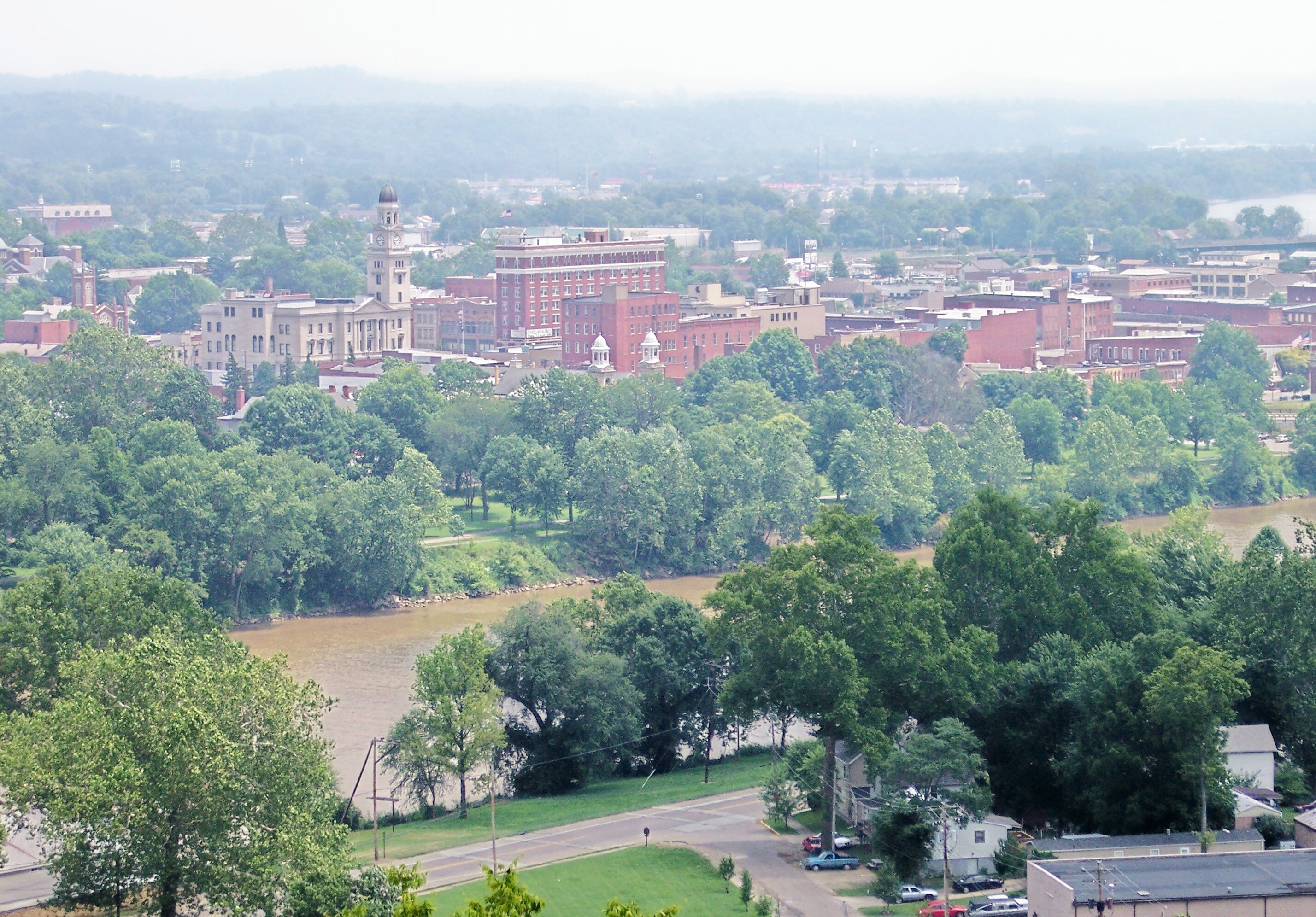
Il fiume Muskingum presso Marietta

Nel 1788 l'Ohio Company fondò il primo stanziamento di coloni a Marietta, al quale seguirono Cincinnati (1789) e Cleveland (1796). Il 1º marzo 1803 fu ammesso come Stato federato degli Stati Uniti d'America, divenendo il diciassettesimo Stato dell'Unione. Nella prima metà dell'Ottocento, pur conservando una struttura economica fondamentalmente agricola, l'Ohio, grazie allo sviluppo delle vie d'acqua, stradali e ferroviarie, divenne uno dei più ricchi e popolosi stati dell'Unione. A seguito di una disputa, nel 1837 riuscì a ottenere dal Michigan Toledo, porto sul lago Erie.

La guerra di secessione americana lo vide schierato con gli Stati dell'Unione e ciò ne favorì poi l'impetuosa industrializzazione. Grandi agglomerati urbani come Akron, Cleveland, Toledo e Youngstown divennero luogo di aspri conflitti sociali e, dagli inizi del Novecento, di avanzati esperimenti di riforma urbana e di legislazione sociale.
Nel 1873 ebbe luogo una grande protesta sindacale messa in atto dai minatori di carbone. Fu proclamato uno sciopero per protestare contro i tagli salariali nelle Valli di Mahoning, Shenango e Tuscarawus, nell'Ohio nord-orientale e nella Pennsylvania nord-occidentale. Pur perdurando sei mesi, le richieste sindacali non furono ascoltate e lo sciopero fallì.

## Società

### Evoluzione demografica
Nel 2010 la popolazione dell'Ohio era così composta:
- Bianchi - 82,7%
- Neri - 12,2%
- Asiatici - 1,7%
  - Indiani - 0,6%
  - Cinesi - 0,4%
  - Filippini - 0,1%
- Nativi Americani - 0,2%
- Nativi delle Hawaii e delle isole del Pacifico - 0,07%
- Altre nazionalità - 2,1%

Rispetto al totale vi sono poi:
- Ispanici - 3,1%
  - Messicani - 1,5%
  - Portoricani - 0,8%

### Città
La città più popolosa è la capitale Columbus, mentre Cleveland e Cincinnati hanno entrambe aree metropolitane stimate al di sopra dei 2.000.000 di abitanti.
Dal censimento del 2018 queste sono le prime dieci città per numero di abitanti:
1. Columbus, 893 533
2. Cleveland, 383 793
3. Cincinnati, 302 605
4. Toledo, 274 975
5. Akron, 198 006
6. Dayton, 140 640
7. Parma, 78 751 (area metropolitana di Cleveland)
8. Canton, 70 418
9. Youngstown, 64 958
10. Lorain, 64 028

Altre città importanti:
| - Chillicothe - Cuyahoga Falls - Elyria - Euclid - Findlay - Hamilton - Kettering - Lakewood | - Lima - Mansfield - Mentor - Middletown - Norwalk - Springfield - Warren - Zanesville |

### Religioni
- Cristiani: 82%
  - Protestanti: 56%
    - Battisti: 15%
    - Metodisti: 11%
    - Luterani: 5%
    - Presbiteriani: 4%
    - Pentecostali: 4%
    - Chiesa Unita di Cristo: 2%
    - Anabattisti: 1%
    - Altri protestanti: 20%

  - Cattolici: 23%
  - Altri cristiani: 1%
- Ebrei: 1%
- Altro: 1%
- Atei: 16%

## Governo e politica
L'assemblea legislativa dell'Ohio, l'Ohio General Assembly, è divisa in due camere, l'Ohio House of Representatives di 99 membri e l'Ohio Senate di 33 membri.
L'Ohio è considerato il bellwether state (stato indicativo delle tendenze nazionali) per eccellenza. Solo tre volte (1944, 1960 e 2020) il candidato perdente alle presidenziali ha vinto in Ohio.

## Leggi statali
La pena massima obbligatoria per i reati gravi in Ohio è di 20 000 dollari di multa e 11 anni di prigione. Ci sono casi estremi, ma molto rari, in cui si applica l'ergastolo. Dal 2014 al 2020 lo Stato ha eseguito quattro condanne a morte.
L'Ohio è al quarantanovesimo posto su tutti i 50 Stati per le punizioni più lievi per guida sotto l'influenza di alcool. È anche al quarantasettesimo posto per la prevenzione generale della guida in stato d'ebbrezza. Il numero di violazioni legate all’uso dell'auto in stato di ebbrezza tra il 01.01.2020 e il 31.05.2020 diminuì di un 36% per l'analogo periodo del 2014.

## Sport
Le franchigie dell'Ohio che partecipano al Big Four (le quattro grandi leghe sportive professionistiche americane) sono:
- Cincinnati Bengals, NFL
- Cleveland Browns, NFL
- Cincinnati Reds, MLB
- Cleveland Guardians, MLB
- Cleveland Cavaliers, NBA
- Columbus Blue Jackets, NHL

Due le squadre partecipanti alla MLS:
- Columbus Crew, MLS
- FC Cincinnati, MLS